# 渡邉美穂 (アイドル)
渡邉 美穂（わたなべ みほ、2000年〈平成12年〉2月24日 - ）は、日本の女優、タレントであり、女性アイドルグループ日向坂46の元メンバーである。Wリーグ公式アンバサダー。埼玉応援団（愛称:コバトン倶楽部）。埼玉バスケットボールアンバサダー。文化放送埼玉県応援キャンペーンキャラクター。埼玉県出身。Queen-B所属。

## 略歴

### けやき坂46・日向坂46時代
2017年、高校3年生の時に進路に悩んでいた際、けやき坂46の追加メンバーオーディションを見つけ、元々欅坂46が好きだったこともあり、応募する。アイドルを目指すことに対し猛反対していた母親を納得させるべく、オーディションと大学受験に向けた勉強を両立させるための計画書を作成し、実行していた。当時は12時間の勉強時間を確保した上で、オーディションに向けたボディケアなどの自分磨きを行っていたのだという。なお、大学には進学したものの芸能活動が忙しくなってきたことで通えないと感じ2日目で退学している。
2017年8月15日、『けやき坂46 追加メンバーオーディション』の合格者（2期生）としてお披露目された。けやき坂46と欅坂46を兼任していた長濱ねるが、2017年10月20日放送開始のけやき坂46主演ドラマ『Re:Mind』（テレビ東京）に出演予定だったものの、長濱が欅坂46専任となったため、同作への出演を見合せることになった。この結果、2期生から出演者を選ぶオーディションを実施し、渡邉が選ばれ、同作に出演することが決定。これがドラマ初出演となった。
2018年2月12日、幕張メッセで行われた2期生初の単独イベント『ひらがな2期生おもてなし会』に参加した。
2019年1月17日、グループとしても初のソロ写真集となる1st写真集『陽だまり』を発売。グループが日向坂46に改名したことから、最初で最後のけやき坂46メンバー写真集となった。
2022年4月23日より、ひかりTVにおいて配信された『グッドモーニング、眠れる獅子』にヒロインの綿貫玲実役で出演。『平成仮面ライダーシリーズ』で多くのスーツアクターを担当した高岩成二と共演した。なお、同年4月5日には渡邉を含む日向坂46メンバー16名の新型コロナウイルス感染症への感染が発表されたため、同年4月9日に行われた同作の完成披露イベントには不参加となった。

### 日向坂46からの卒業
2022年4月3日、自身の公式ブログを更新し、同年6月1日発売の日向坂46 7thシングル『僕なんか』の活動をもって同グループを卒業することを発表。同グループとしては3人目、2期生としては初の卒業メンバーとなる。同年6月22日、『テレ東音楽祭2022夏』に出演し、日向坂46として最後の音楽特番でのパフォーマンスを行った。同年6月27日、自身の日向坂46卒業記念書籍『私が私であるために』（日経BP）発売。書籍のタイトルは秋元康が命名した。同年6月28日、自身の日向坂46卒業セレモニー『渡邉美穂 卒業セレモニー』が東京国際フォーラムにて開催された。同年7月4日（3日深夜）、日向坂46の冠番組『日向坂で会いましょう』にて渡邉の卒業企画が実施され、番組後半にMCのオードリーから卒業証書が授与された。この放送が日向坂46メンバーとしての最後のテレビ出演となった。なお、同時期にラジオ番組『ベルク presents 日向坂46の余計な事までやりましょう!』（TOKYO FM）や、テレビ番組『CHOTeN 〜今週、誰を予想する?〜』（テレビ東京）といったレギュラー番組を相次いで卒業している。同年7月31日、オンラインミート&グリート及び、SHOWROOM配信を以って、日向坂46としての活動を終えた。同年8月1日、グループとして最後となる自身の公式ブログを更新した。
卒業後の進路については、オリコンのインタビューにて、「これまでも演技のお仕事をさせていただいて、これからもっと頑張ってみたいと思っています」と述べており、芸能活動の継続を明言している。

### 日向坂46卒業後
2022年9月1日、芸能事務所のQueen-Bに所属することが発表された。同日、公式TwitterとInstagram、ファンクラブを開設することも併せて発表された。
以降、女優・タレントとして、ドラマ、舞台、バラエティ、バスケ関連スポーツ、パラスポーツ応援、映画関連、ラジオ、イベント、ミュージック・ビデオ、アニメ、コラボなどに出演するほか、各種紙面にも掲載されるなどマルチに活動している。
同年10月2日より、『BS12 Bリーグ中継 2022-23』『BS12 Bリーグ中継 2023-24』（BS12 TwellV）の高校部活紹介コーナー「輝け！高校バスケ」でナレーションを担当。
同年10月3日より、『熱血バスケ』（NHK BS1（現NHK BS））応援隊。
2023年1月8日より、『シネマ・アディクト』（BSテレビ東京）にインタビュアーとして出演。
同年4月、同番組のナビゲーターに就任。
同年4月27日、自身がプロデュースを務めるオリジナルブランド『No.25』（ナンバーニジュウゴ）を発表。第1弾商品「フレグランス」を発売することも決定。
同年9月30日、一般社団法人バスケットボール女子日本リーグ（以下「Wリーグ」）は、第25回Wリーグ開幕記者会見において、Wリーグアンバサダーに就任することを発表。
2024年2月2日、第2弾商品「ディフューザー」発売決定。
同年5月27日より、BSテレビ東京の映画番組『シネマクラッシュ』のミニドラマ形式の解説コーナー【オープニングアクト】にて、もうひとりの「渡邉美穂」を演じて放送作品の魅力を届けるシネマナビゲーターに就任。
同年6月18日、文化放送は、埼玉県を応援し、埼玉県の魅力を発信する「文化放送 埼玉県応援キャンペーン」を、キャンペーンキャラクターに埼玉県出身の俳優・渡邉美穂を迎え、今年7月と11月に実施することを決定。
同年11月8日公開の映画『あたしの!』で映画初出演にして初主演（木村柾哉とのダブル主演）を務め、2025年公開の映画『青春ゲシュタルト崩壊』でも主演（佐藤新〈IMP.〉とのダブル主演）を務める。

## 人物
身長158.2 cm。血液型A型。愛称は、みほ、べみほ、ミホワタナベ、キョロちゃん、わたみん、みほち、みほちー、なべちゃん、みほる。
日向坂46在籍時の同期生である丹生明里いわく、渡邉は「太陽のような存在」「みんなのことをいっぱい笑わせてくれる、笑顔にさせてくれる存在」。また、1期生の潮紗理菜は自身の公式ブログで「いつも周りを見てるところ、ちょっとおふざけをして笑わせているようにみえて実は周りへの気遣いが人一倍あって、、、」と渡邉の人柄を綴っている。一方、同期生の富田鈴花によると、加入当初の渡邉はガツガツしている自分と本当の自分とのギャップに悩んでいた時期があったという。さらに富田は、「美穂は、自分の身を削ってまで人と人との絆を大事にする気持ちが、人一倍強い」と評している。
6歳年上の兄と3歳年上の姉がいる。自身のヒーローとして母親の名前をあげており、アイドル活動においては「“自分がどうなりたいか”を考えなさい」という母親の言葉を大切にしている。悩みごとがあった際は基本的に母親にしか相談しない。前述の通り、母親はアイドルになることに対し猛反対していたというが、渡邉がけやき坂46に加入して以降は、出演番組や雑誌等をすべてチェックし、感想を伝えてくれるのだという。

### 嗜好
好きな食べ物はパン、卵、サツマイモ、ヨーグルト、ラザニアなど。嫌いな食べ物はレバー。好きな色は白、黒。好きなものはASMRで、専用のマイクも持っている。
フィルムカメラでの写真撮影も得意で、愛用フィルムはCineStill 800T。
ロック好きであり、特に[Alexandros]、King Gnu、Official髭男dismが好き。

### 特技
特技はバスケットボール。小学校から高校まで10年間やっていて、ポジションはポイントガード。小学校と高校ではキャプテンも務め、高校在学時には県大会出場も果たした。
ピアノも習っていた。日向坂46の冠番組『HINABINGO!』の最終回ではピアノ歴9年とテロップにて紹介され、「キュン」の演奏を披露した。
モノマネも得意とし、レパートリーはナダル（コロコロチキチキペッパーズ）、フワちゃん、梅沢富美男などがある。日向坂46の冠番組『日向坂で会いましょう』で「ライブの途中に疲れたと言われた時の梅沢富美男のモノマネ」を披露し、番組の放送後、梅沢は自身のSNSを更新し番組のハッシュタグと共に「僕のものまね。ちょい（チョコレートプラネットの）松尾くん寄りだけど、かわいいから公認!」と、渡邉のモノマネを公認した。
ひかりTVで配信されている日向坂46の冠番組『ひなちょいSeason2』内でボードゲーム「ぽんこつペイント」を5名のメンバーで行った際に優勝し、「直線と正円で絵を描く事」も特技であると証明した。

### けやき坂46・日向坂46
グループ在籍当時のキャッチコピーは「埼玉が生んだ怒涛の起爆剤！渡邉美穂です。みんな起爆スイッチを押してやる〜！」。
ペンライトカラーは   ホワイト ×     パステルブルー。
1期生の齊藤京子は自身の公式ブログで「日向坂46にとって欠かせない存在でメンバーが1人でも落ち込んでいたりしたら必ず笑わせたり元気に励ましてくれたり、美穂は日向坂46の象徴」と綴っている。また、同期生の富田鈴花は「みんなが信頼しているメンバー」と評している。
総合カルチャーサイト『リアルサウンド』は、渡邉について「グループの道を切り開いてきたパイオニアでもあり、ユーティリティプレイヤーとして日向坂46を支えてきた存在」と評価する記事を掲載している。
同期生かつ同学年の松田好花と「わくわくピーナッツ」というコンビを組んでいる。また、同じく同期生の富田鈴花を含めた3人で「ごりごりドーナッツ」というトリオを組んでいる。プライベートではこの3人で行動することが多く、富田は渡邉とお互いの家を何度も行き来していることを明かしている。なお、「ごりごりドーナッツ」としてグラビアなどの仕事を行うこともあった。
同期生の小坂菜緒を「親友」「ズッ友」と表現しており、自身の公式ブログで「菜緒がアイドルやってる姿も好きで小坂菜緒という一人の人間としても大好き」と綴っている。また、小坂は渡邉の誕生日プレゼントを家まで届けるほどで、マネージャーに2人での仕事を直談判することもあったという。二人のコンビ名は「なおみほ」であり、渡邉の卒業発表について触れた小坂のブログが公開された直後は「#なおみほは永遠」がTwitterでトレンド入りするなど、ファンの間では人気のコンビとして愛されている。お互いの相反するキャラクターから「月と太陽」と称されることもある。
1期生の加藤史帆と仲が良く、プライベートで一緒に遊ぶことがある。加藤曰く「（渡邉は）初めて仲良くなった後輩」で、渡邉は加藤のことを「史帆ちゃん」と呼ぶことがあるという。渡邉と加藤に加えて、3期生の上村ひなのとのユニットは「リスペクトスリー」と名付けられ、「やさしさが邪魔をする」という楽曲が制作された。
埼玉県出身で同期生の金村美玖、丹生明里とともに「カラーチャート（埼玉トリオ）」の一人として、「埼玉応援団」の活動があった。渡邉は自身の公式ブログで「2人にはたくさん助けられてるなぁ」と綴っている。
けやき坂46時代の冠番組『ひらがな推し』の第4回放送（2018年4月13日放送回）で、MCを務める春日俊彰（オードリー）とバスケットボール1on1対決をした際、当時は面識のなかった春日の迫力に屈して負け、その後は「ビジネスライバル」として春日をイジる側の立場になった。その後、渡邉の番組卒業回となった、後進番組『日向坂で会いましょう』の2022年7月4日放送回で、春日と再び1on1対決を行い勝利。実に約4年3ヶ月越しのリベンジを果たした。

## 作品

### シングル
けやき坂46
- NO WAR in the future（2017年10月25日、SRCL-9583/4）- EAN 4547366331646。
- 半分の記憶（2018年3月7日、SRCL-9744）- EAN 4547366350302。
- ハッピーオーラ（2018年8月15日、SRCL-9924/5）- EAN 4547366371086。
- 君に話しておきたいこと（2019年2月27日、SRCL-9985/6）- EAN 4547366383324。
- 抱きしめてやる（2019年2月27日、SRCL-9985/6）- EAN 4547366383324。

日向坂46
- キュン（2019年3月27日、SRCL-11121/7）- EAN 4547366399219。
- JOYFUL LOVE（2019年3月27日、SRCL-11121/7）- EAN 4547366399219。
- ときめき草（2019年3月27日、SRCL-11125/6）- EAN 4547366399233。
- 沈黙が愛なら（2019年3月27日、SRCL-11127）- EAN 4547366399240。
- ドレミソラシド（2019年7月17日、SRCL-11220/6）- EAN 4547366412871。
- キツネ（2019年7月17日、SRCL-11220/6）- EAN 4547366412871。
- やさしさが邪魔をする（2019年7月17日、SRCL-11224/5）- EAN 4547366412895。
- Dash&Rush（2019年7月17日、SRCL-11226）- EAN 4547366412901。
- こんなに好きになっちゃっていいの?（2019年10月2日、SRCL-11310/6）- EAN 4547366422436。
- ホントの時間（2019年10月2日、SRCL-11310/6）- EAN 4547366422436。
- 川は流れる（2019年10月2日、SRCL-11316）- EAN 4547366422467。
- ソンナコトナイヨ（2020年2月19日、SRCL-11450/6）- EAN 4547366442526。
- 青春の馬（2020年2月19日、SRCL-11450/6）- EAN 4547366442526。
- 窓を開けなくても（2020年2月19日、SRCL-11452/3）- EAN 4547366442533。
- 君のため何ができるだろう（2020年2月19日、SRCL-11456）- EAN 4547366442557。
- 君しか勝たん（2021年5月26日、SRCL-11794/802）- EAN 4547366504392。
- 声の足跡（2021年5月26日、SRCL-11794/802）- EAN 4547366504392。
- 世界にはThank you!が溢れている（2021年5月26日、SRCL-11800/1）- EAN 4547366504422。
- 膨大な夢に押し潰されて（2021年5月26日、SRCL-11802）- EAN 4547366504439。
- ってか（2021年10月27日、SRCL-11941/9）- EAN 4547366527520。
- 何度でも何度でも（2021年10月27日、SRCL-11941/9）- EAN 4547366527520。
- 思いがけないダブルレインボー（2021年10月27日、SRCL-11941/2）- EAN 4547366527520。
- あくびLetter（2021年10月27日、SRCL-11945/6）- EAN 4547366527544。
- アディショナルタイム（2021年10月27日、SRCL-11949）- EAN 4547366527568。
- 僕なんか（2022年6月1日、SRCL-12140/8）- EAN 4547366557145。
- 飛行機雲ができる理由（2022年6月1日、SRCL-12140/8）- EAN 4547366557145。
- 恋した魚は空を飛ぶ（2022年6月1日、SRCL-12146/7）- EAN 4547366557183。
- 知らないうちに愛されていた（2022年6月1日、SRCL-12148）- EAN 4547366557176。

坂道AKB
- 初恋ドア（2019年3月13日、KIZM-90615/6）- EAN 4988003543921。

### アルバム
けやき坂46
- 走り出す瞬間（2018年6月20日、SRCL-9825/9）- EAN 4547366358575。

日向坂46
- ひなたざか（2020年9月23日、SRCL-11580/4）- EAN 4547366470109。

### 映像作品
- けやき坂46 2期生特典映像（2018年3月7日）- EAN 4547366350296。
- ひらがな武道館 〜Day3 Special Selection〜（2018年6月20日）- EAN 4547366358575。
- ひらがな全国ツアー2017 Live&Documentary（2018年6月20日）- EAN 4547366358582。
- Re:Mind（2018年7月4日）- EAN 4517331041733、EAN 4517331041726。
- 渡邉理佐×渡邉美穂 自撮りTV（2018年8月15日）- EAN 4547366371093。
- KEYABINGO!4 ひらがなけやきって何?（2018年11月9日）- EAN 4988021716512、EAN 4988021147545。
- マギアレコード 魔法少女まどか☆マギカ外伝（2019年2月27日）- EAN 4534530114068、EAN 4534530114075。
- けやき坂46ストーリー 〜ひなたのほうへ〜（2019年3月27日）- EAN 4547366399226。
- はじめてペットシッターやってみた（2019年7月17日）- EAN 4547366412871。
- ひなたの休日（2019年10月2日）- EAN 4547366422450。
- HINABINGO!（2019年11月22日）- EAN 4988021717656、EAN 4988021148740。
- 日向坂46 大富豪No.1決定戦（2020年2月19日）- EAN 4547366442526、EAN 4547366442533、EAN 4547366442540。
- HINABINGO!2（2020年4月3日）- EAN 4988021718011、EAN 4988021140089。
- DASADA（2020年5月22日）- EAN 4988021718073、EAN 4988021140157。
- 日向坂46デビューカウントダウンライブ!! in 横浜アリーナ 〜けやき坂46 LAST LIVE〜（2020年9月23日）- EAN 4547366470109。
- 日向坂46デビューカウントダウンライブ!! in 横浜アリーナ 〜日向坂46 FIRST LIVE〜（2020年9月23日）- EAN 4547366470116。
- 3年目のデビュー（2021年1月20日）- EAN 4517331070719、EAN 4517331070726。
- 〜ひらがな推し〜「としちゃんと愉快な仲間たち編」（2021年3月31日）- EAN 4547366499780。
- 〜ひらがな推し〜「京子さん、何してんですか編」（2021年3月31日）- EAN 4547366499803。
- 〜ひらがな推し〜「日向のバラエティ女王誕生編」（2021年3月31日）- EAN 4547366499810。
- 〜ひらがな推し〜「パンの鉄砲を撃ちますよ編」（2021年3月31日）- EAN 4547366499797。
- 〜ひらがな推し〜「あだ名がおたけになりました編」（2021年3月31日）- EAN 4547366499773。
- 普通にあこがれて（2021年5月26日）- EAN 4547366504415。
- 声春っ!（2021年9月15日）- EAN 4988021718714、EAN 4988021140959。
- ひなたの夏休み（2021年10月27日）- EAN 4547366527537。
- 〜ひらがな推し〜初ガツオを推すしかない編（2022年1月1日）- EAN 4547366540796。
- 〜ひらがな推し〜好きな人いるの?ニブだよ編（2022年1月1日）- EAN 4547366540772。
- 〜ひらがな推し〜ヘビーリトルトゥース誕生編（2022年1月1日）- EAN 4547366540765。
- 〜ひらがな推し〜埼玉と春日が生んだ怒涛の起爆剤編（2022年1月1日）- EAN 4547366540789。
- 〜ひらがな推し〜いつでもどこでも変化球編（2022年1月1日）- EAN 4547366540758。
- ひなたのバス旅（2022年6月1日）- EAN 4547366557152、EAN 4547366557183。
- 日向坂46 3周年記念MEMORIAL LIVE 〜3回目のひな誕祭〜 in 東京ドーム（2022年7月20日）- EAN 4547366568318、EAN 4547366568301。
- 渡邉美穂 卒業セレモニー（2022年10月26日）- EAN 4547366583045、EAN 4547366583052。
- ひらがなくりすます2018 & ひなくり2019〜2022 Complete Box（2023年12月24日）- EAN 4547366655889。
- 〜日向坂で会いましょう〜齊藤京子の野球を好きになりましょう（2024年1月31日）- EAN 4547366660821。
- 〜日向坂で会いましょう〜佐々木美玲のおひさまたちを釣りましょう（2024年1月31日）- EAN 4547366660791。
- 〜日向坂で会いましょう〜河田陽菜の秋頃に会いましょう（2024年1月31日）- EAN 4547366660784。
- 〜日向坂で会いましょう〜松田好花のリトルトゥースになりましょう（2024年1月31日）- EAN 4547366660807。
- 〜日向坂で会いましょう〜上村ひなのの三期生に出会いましょう（2024年1月31日）- EAN 4547366660814。
- BEST MUSIC VIDEO COLLECTION 2015-2024（2024年12月3日）- EAN 4547366713909。
- 〜日向坂で会いましょう〜新年早々バトりましょう（2025年4月9日）- EAN 4547366731361。
- 〜日向坂で会いましょう〜OBKを炙り出しましょう（2025年4月9日）- EAN 4547366731323。

## 出演

### テレビドラマ
- Re:Mind（2017年10月20日 - 12月29日、テレビ東京）- 渡邉美穂 役[91]
- DASADAシリーズ（日本テレビ）- 篠原沙織 役[92]
  - DASADA（2020年1月16日 - 3月19日）[93]
  - DASADA 〜未来へのカウントダウン〜（2020年7月2日 - 9月10日）[94]
- 星になりたかった君と（2021年1月5日 - 6日、日本テレビ）- ヒロイン・琴坂那沙 役[95]
- 声春っ！（2021年4月29日 - 7月1日、日本テレビ）- 尼崎あまね 役[96]
- 女子グルメバーガー部 2021夏SP（2021年6月27日、テレビ東京）- 森林映美 役[注 6]
- 孤独のグルメ Season10 第8話（2022年11月26日、テレビ東京）- 大槻萌 役[98]
- 名古屋行き最終列車 〜樽見鉄道に再び乗る編〜（2022年12月6日、メ～テレ）- 倉橋ユリア 役[99]
- イチケイのカラス スペシャル（2023年1月14日、フジテレビ）- 本多みどり 役[100]
- ブラザー・トラップ（2023年1月25日 - 3月22日、TBSテレビ）- 三宅絵里子 役[101]
- SHUT UP（2023年12月4日 - 2024年1月29日、テレビ東京）- 浅井紗奈 役[102]
- あなたの恋人、強奪します。（2024年4月14日 - 6月16日、朝日放送テレビ・テレビ朝日） - 早川梨沙 役[103]
- 連続テレビ小説 虎に翼 第22週「女房に惚れてお家繁盛？」（2024年8月26日 - 30日、NHK総合・NHK BS・NHK BSプレミアム4K）- 秋山真理子 役[104]
- ラブライブ!スクールアイドルミュージカル the DRAMA（2024年11月22日 - 12月27日、毎日放送） - 椿ルリカ 役[105]
- 純喫茶つながり、閉店します（2025年3月1日 - 3月29日、テレビ愛知） - 辻亜希菜 役[106][107]
- 雨上がりの僕らについて（2025年7月3日 - 、テレビ東京） - 藍沢すみれ 役[108]

### バラエティ
- とりあえずNBAファンになってみる?（2020年7月4日 - 12月19日、NBA Rakuten）- レギュラー[50][109]
- CHOTeN 〜今週、誰を予想する?〜（2021年10月2日 - 2022年7月3日、テレビ東京）- レギュラー[110][35][注 7]
- ファミコントークショップ コバヤシ玩具店（2023年7月15日[111] - 、Nintendo公式チャンネル）

### スポーツ
- BS12 Bリーグ中継（2022年10月2日 - 、BS12 トゥエルビ）- 「輝け!高校バスケ」ナレーション
- 熱血バスケ（2022年10月3日 - 2024年9月、NHK BS）- 「2022-2023、2023-2024シーズン」応援隊[112]

### テレビアニメ
- かえるのピクルス - きもちのいろ -（2020年10月4日、BS12 トゥエルビ）- ミホ 役[113]
- アニ×パラ〜あなたのヒーローは誰ですか〜 episode16 パラカヌー（2023年3月12日、NHK BS1）- 黒部舞奈 役[114]

### その他のテレビ番組
- シネマ・アディクト（2023年1月8日 - 、BSテレビ東京）- インタビュアー、ナビゲーター[115]
- シネマクラッシュ（2024年5月27日 - 、BSテレビ東京）- シネマナビゲーター[116]

### ラジオ
- ベルク presents 日向坂46の余計な事までやりましょう!（2020年10月2日・2021年2月5日 - 2022年7月1日、TOKYO FM）- メイン パーソナリティ[注 8]
- ナニモノ!（2022年10月13日、文化放送）- パーソナリティ[120]
- レコメン! FRIDAY 渡邉美穂の「私、天才ですから」（2023年9月8日、文化放送）- パーソナリティ[121]
- 渡邉美穂の私、埼玉が好き〜〜！- パーソナリティ
  - 第1弾（2024年1月3日、文化放送）[122]
  - 第2弾（2024年7月15日、文化放送）[123]
  - 第3弾 食欲の秋スペシャル in 埼玉（2024年11月15日、文化放送）[124]
  - 第4弾 祝！25歳！生誕祭スペシャル（2025年2月25日、文化放送）[125][126]
  - 第5弾（2025年5月6日、文化放送）[127]
  - 第6弾 埼玉VS千葉（2025年8月11日、文化放送）[128]
  - 第7弾（2025年11月24日放送予定、文化放送）

### 配信ドラマ
- 星になりたかった君と〜もうひとつの物語〜（2021年1月5日 - 6日、Hulu）- ヒロイン・琴坂那沙 役[95]
- グッドモーニング、眠れる獅子（2022年4月23日、ひかりTV）- ヒロイン・綿貫玲実 役[129]
- グッドモーニング、眠れる獅子2（2023年4月12日、Lemino・ひかりTV）- 綿貫玲実 役[130]
- 消せない「私」 ―復讐の連鎖― Hulu オリジナルストーリー「過去からの復讐者」（2024年3月30日、Hulu）- 謎の女性 役[131]

### 舞台
- あゆみ（2018年4月20日 - 5月6日、AiiA 2.5 Theater Tokyo）- チームハーモニカ[132]
- マギアレコード 魔法少女まどか☆マギカ外伝（2018年8月24日 - 9月9日、TBS赤坂ACTシアター）- 深月フェリシア 役[133]
- 音楽劇「逃げろ!」 〜モーツァルトの台本作者 ロレンツォ・ダ・ポンテ〜（2023年2月10日 - 2月12日、福岡：キャナルシティ劇場 / 2月17日 - 2月19日、大阪：梅田芸術劇場 シアター・ドラマシティ / 2月21日 - 3月1日、東京：新国立劇場 中劇場）- ココ 役[134][135]
- ミュージカル「SUNNY」（2023年6月26日 - 7月5日、東京：豊島区芸術文化劇場 / 7月9日 - 13日、大阪：梅田芸術劇場 シアター・ドラマシティ）- 奈美 役[136][137]
- 朗読劇「Nのために」（2023年10月15日、山野ホール）- 杉下希美 役[138]
- 朗読劇「たもつん」（2025年5月14日 - 18日、IMM THEATER）- ミナミン 役[139]

### 映画
- あたしの!（2024年11月8日、ギャガ） - 主演・関川あこ子 役（木村柾哉とのW主演）[140][141]
- 青春ゲシュタルト崩壊（2025年6月13日、ナカチカピクチャーズ） - 主演・間宮朝葉 役（佐藤新とのW主演）[142][143][144]

### ミュージック・ビデオ
- 清竜人「If I stay out of life…? (feat. Leo Uchida from Kroi)」（2022年11月16日、ソニー・ミュージックレーベルズ）[145][146]
- the shes gone「アポストロフィ」（2023年3月16日、UK.PROJECT）[147]
- Joint Beauty「Joy (feat. はいだしょうこ & 渡邉美穂) Official Music Video」（2025年6月6日、Joint Beauty）[148]
- マルシィ「青空（Official Music Video）」2025年6月13日、ユニバーサルシグマ）[149]

### イベント
- マイナビ未確認フェスティバル 2019（2019年8月25日、STUDIO COAST）- 応援ガール[150]
- 埼玉 150th Project
  - 埼玉150周年1年前イベント（2020年11月14日、埼玉会館）[151]
  - 150th anniversary Specialイベント（2021年11月14日、埼玉会館）[152][153][注 9]
- AGESTOCK2022 in 早稲田祭 渡邉美穂トークショー（2022年11月6日、早稲田大学 早稲田キャンパス）[154]

### その他
- 一日警察署長 浦和西警察署（2025年4月）[155]

## 書籍

### 写真集
- 陽だまり（2019年1月17日、幻冬舎）[18][156]

### 雑誌連載
- 日経エンタテインメント!「日向坂46・二期生 渡邉美穂の今日も笑顔で全力疾走」（2020年1月4日 - 2022年5月2日、日経BP社）[157]

### 関連書籍
- 私が私であるために（2022年6月27日、日経BP）[27][28]